# رستم‌خان رفعت‌الدوله
رستم خان رفعت الدوله  از سیاستمداران ایرانی بود، که در  دوره سوم
و دوره چهارم بعنوان نماینده جیرفت در مجلس شورای ملی حضور داشت.